# Alexander van Oranje-Nassau (1818-1848)
Willem Alexander Frederik Constantijn Nikolaas Michiel (Soestdijk, 2 augustus 1818 — Funchal, Madeira, 20 februari 1848), prins der Nederlanden, prins van Oranje-Nassau, was de tweede zoon uit het huwelijk van de Nederlandse koning Willem II en Anna Paulowna.

## Jonge jaren
Prins Alexander, op zijn Russisch bijgenaamd Sasja, werd geboren op paleis Soestdijk op zondag 2 augustus 1818, om kwart over tien in de morgen. Ter gelegenheid van zijn geboorte ontving zijn moeder Anna Paulowna van koning Willem I het Czaar Peterhuisje in Zaandam. Bij de doop van Alexander op 24 augustus (tevens de zesenveertigste verjaardag van koning Willem I) 1818 was zijn overgrootmoeder van vaders kant, de bejaarde prinses Wilhelmina nog aanwezig.
Alexander had met zijn broers Willem en Hendrik en zijn zusje Sophie een gelukkige jeugd. Hij had een hechte band met zijn beide broers en trok ook als volwassene veel met hen beiden (maar vooral met Willem) op. Net als Willem was Alexander in zijn kindertijd onbeleefd, arrogant en ongehoorzaam. Briljante leerlingen waren de prinsen alle drie niet. Toch hadden ze een zwaarbeladen lesrooster. Hun opvoeding had vanaf het begin een militair karakter. Toen hij tien jaar oud werd, werd Alexander door zijn grootvader Willem I benoemd tot kolonel. Hij ontving op die dag ook het grootkruis van de Orde van de Nederlandse Leeuw en zijn eerste paard. Alexander zou zijn leven lang een passie voor het leger en voor paarden houden.
In 1836 ging Alexander studeren in Leiden, waar zijn broer Willem al enige tijd verbleef. In november van dat jaar overkwam hem een ernstig ongeluk. Toen hij tijdens een zware storm met zijn broer Willem en hun gouverneur onderweg was van Leiden naar Den Haag, werd hij tegen het hoofd geraakt door een vallende boom. Alexander raakte bewusteloos en liep een flinke hersenschudding op. Hoewel hij voorspoedig herstelde, is dit ongeluk dikwijls aangehaald als oorzaak van zijn vermeende zwakke gezondheid en van zijn ongehuwde staat. Van Alexanders studie in Leiden is in academische zin weinig terechtgekomen. Wel ontwikkelde hij een interesse in numismatiek. Hij was intelligent, maar geen intellectueel. Volgens zijn schoonzus koningin Sophie blonk hij uit in wiskunde en logica, maar ontbrak het hem aan diepgang.
Alexander reisde veel. In de zomer en herfst van 1839 bracht hij een aantal maanden door aan het hof van zijn oom, de Russische tsaar Nicolaas I. Daar maakte hij vele ontvangsten, bals en parades mee, meestal in aanwezigheid van de tsaar zelf. Ook was Alexander op 7 september aanwezig bij de herdenking van de Slag bij Borodino, bij welke gelegenheid de tsaar hem de eretitel Chef van het Regiment Dragonders van Noworossisk verleende. Enkele dagen verscheen hij in zijn nieuwe dragonderuniform aan het hof en verleende de tsaar hem het grootkruis in de Orde van Sint-Andreas de Eerstgeroepene. Alexander heeft dit uniform en het Russische ordeteken ook in Nederland gedragen, zoals op 15 februari 1843 bij een bal ten huize van de Russische gezant. Hij maakte een positieve indruk op zijn oom, die Anna Paulowna schreef dat het hem een genoegen deed jouw Alexander te ontmoeten, die werkelijk een heel knappe jongen is, met zulk een uitnemend en fatsoenlijk voorkomen. Ik vind dat hij fortuinlijker is dan zijn broers, wat zijn uiterlijk betreft. In het najaar van 1843 reisde Alexander naar Engeland en Schotland om er te jagen en van het buitenleven te genieten op uitnodiging van de hertog van Leeds. Hij had veel goede vrienden onder de Engelse adel, die hij kende van de valkenjachten op Het Loo. Het ongedwongen leven ver van het hof in Den Haag vandaan beviel Alexander uitstekend. We zijn hier volledig vrij van gêne en ceremonieel, hetgeen het verblijf buitengewoon aangenaam maakt, schreef hij aan zijn moeder. Iedereen doet waar hij zin in heeft en daardoor is iedereen gelukkig. Tijdens deze reis woonde Alexander gekleed in kilt  de Highland Games in Inverness bij. Hij won er de derde prijs bij de wedstrijd scherpschieten.
In 1846 had Alexander terug willen keren naar Schotland, maar hij kreeg er van zijn vader geen toestemming voor. In plaats daarvan werd hij gedwongen zijn moeder te vergezellen op een lange reis door Italië. Deze reis voerde hem door de Alpen naar Genua, waar hij en Anna Paulowna dineerden bij prins Hendrik aan boord. Ook woonden zij de eerstesteenlegging bij van een monument voor de ontdekkingsreiziger Columbus. In Rome had Alexander een ontmoeting met paus Pius IX. Alexander en Anna Paulowna hadden een moeizame verstandhouding. Tijdens de reis vonden meerdere heftige uitbarstingen plaats tussen moeder en zoon, waarvan Alexander in zijn dagboek verslag legde.
Na zijn reis naar Rusland werd Alexander door zijn grootvader Willem I benoemd tot commandant van de brigade zware cavalerie in Leiden. Tussen 1839 en 1840 woonde hij in deze stad. Daarna verhuisde hij naar een huis achter de Haagse Kloosterkerk, dat er volgens ordonnansofficier Matthes nogal klein uitziet voor een prins, maar een charmant interieur had. In 1845 verhuisde hij naar de Haagse villa Boschlust die zijn vader in 1844 voor hem had aangekocht. De villa verviel na zijn dood aan zijn ouders. Koningin-weduwe Anna Paulowna heeft er nog korte tijd gewoond, nadat zij in 1849 het koninklijk paleis aan de Kneuterdijk had verlaten.

## Persoonlijkheid

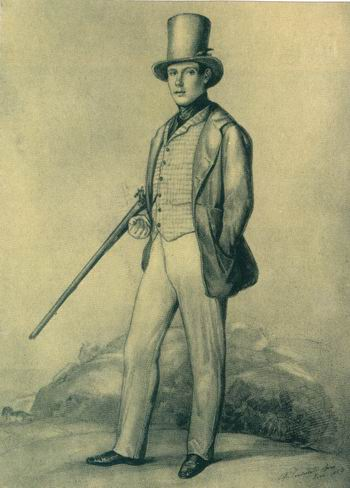
Alexander in jachttenue

Alexander stond bekend als een spontane man met veel vrienden. Hij was werkelijk beminnelijk, goedhartig en vriendelijk, en was zeer geliefd bij iedereen die hem ontmoette schreef Emmeline Stuart Wortley, die hem bij de valkenjachten op Het Loo had leren kennen. Volgens schoonzuster Sophie interesseerde hij zich weinig voor vrouwen: Hij weet nog niet wat een vrouw is, schreef ze. Sophie weet Alexanders vroegtijdige overlijden zelfs mede aan zijn celibataire levensstijl. Het reisdagboek dat Alexander in 1846 in Italië bijhield, maakt echter duidelijk dat hij gevoelens had voor een hofdame van zijn moeder, Otheline van Tuyll van Serooskerken.
De Engelse krant Planet noemde Alexander in 1843 een van de grootste sportmannen van zijn tijd. Zijn grootste passie was de jacht. Als jonge jongen leerde hij samen met zijn broer Willem jagen van hofarts Pierre Everard. In 1834 kreeg hij van zijn vader op Soestdijk zijn eigen jachthuisje. In 1839 werd op Het Loo The Royal Loo Hawking Club opgericht, waarvan Alexander en zijn broer Willem onmiddellijk lid werden. Het volgende jaar werd Alexander zelfs voorzitter. Zijn passie voor de valkenjacht blijkt uit een brief die hij vanaf Het Loo aan zijn vader schreef: Ik verlang er ontzettend naar om op Het Loo te blijven, waar het vluchtbedrijf dit jaar schitterend is. U zult misschien mijn gedrag en mijn beslissing kwalijk nemen, mijn beste vader, maar denk er ook aan, lieve vader, dat dit mijn enige ontspanning en enige genoegen is waar ik werkelijk van houd. Na de dood van Alexander kwam er snel een eind aan de dure valkenjacht op Het Loo. The Royal Loo Hawking Club werd in 1855 opgeheven.
Naast de jacht had Alexander een grote liefde voor paarden. Hij fokte (voornamelijk Friese) paarden op Het Loo. Bij datzelfde paleis had hij zijn eigen stallen met kostbare renpaarden, die bij zijn overlijden in 1848 op een waarde van meer dan tienduizend gulden werden getaxeerd. Hij nam de organisatie van de paardenrennen erg serieus en hij nam ook vaak zelf als jockey deel aan de wedstrijden. Andere sporten die hij beoefende, waren zeilen, gymnastiek, schaatsen, scherpschieten, boogschieten, vissen en punten. Hij hield eveneens van dansen.
Alexander had gevoel voor humor en hij hield ervan nieuwe dingen uit te proberen. Hij verscheen meermaals in een kilt op een bal en er bestaat een gerucht dat hij ook eenmaal een harnas van gedreven zilver aantrok. Daarnaast was hij de eerste Oranje die zich liet fotograferen en de eerste die een fiets bezat. Hij was geïnteresseerd in techniek en werktuigbouwkunde, flora en fauna. Als kind al verzamelde hij opgezette vlinders en daarna andere dieren die hij verspreid over verscheidene kasten in zijn huis tentoonstelde.

## Carrière
Alexander werd gezien als de lievelingszoon van zijn ouders. Vooral zijn moeder liet zich erg lovend over hem uit: Ik kan je verzekeren dat ik geen feilen in hem kan ontdekken, en dat ik vaak aangenaam verrast ben door zijn behoedzaamheid en tact, schreef ze in 1839 aan haar broer Tsaar Nicolaas. Er is wel gezegd dat zijn ouders hem een geschiktere koning vonden dan zijn oudste broer Willem. Als tweede zoon was hij echter voorbestemd voor het leger. Tijdens de strijd tegen de Belgen in de jaren 1833-1834 is Alexander, toen ongeveer zestien jaar oud, met zijn vader en zijn broer Willem bij tijd en wijle bij het leger in het veld geweest. Hij was een uitstekend ruiter en diende bij de cavalerie. Van 1839 tot november 1840 was hij commandant van de brigade zware cavalerie in Leiden met de rang van generaal-majoor. Bij de inhuldiging van zijn vader werd hij bevorderd tot luitenant-generaal en benoemd tot inspecteur-generaal van de cavalerie. Zelf was Alexander er helemaal niet blij mee dat hij van zijn bevel werd gehaald en een promotie kreeg die hij niet had verdiend. Hij probeerde zijn vader op andere gedachten te brengen, maar slaagde daar niet in. Dat het hem verplicht werd altijd een uniform te moeten dragen terwijl hij in het leger eigenlijk niets te doen had, zat hem erg dwars. Ordonnansofficier Eliza Pieter Matthes schreef in zijn dagboek dat hij de indruk had dat Alexander een behoorlijke kennis heeft over dat wapen. Matthes voegde eraan toe dat het jammer was dat de prins slechts in naam Inspecteur Generaal was, want wij zouden er niet bij verliezen als hij dat effectief zou worden. Het Regiment Huzaren Prins Alexander werd naar hem genoemd.
Er is sprake geweest van een politieke functie voor Alexander, hoewel hij die zelf niet lijkt te hebben geambieerd. In 1841 werd in de kranten gespeculeerd dat hij met het stadhouderschap van Luxemburg belast zou worden. In het najaar van 1844 opperde koning Willem II het plan Alexander te benoemen tot gouverneur-generaal van Nederlands-Indië. Het was slechts eene invallende gedachte van mij, zei de koning toen de Minister van Koloniën, Jean Chrétien Baud, bezwaar maakte. Alexander weet er niets van. Hij is een regtschapen en kundig jong mensch. Het zou voor mij eene opoffering zijn hem naar Indië te laten vertrekken, maar ik zou denken dat de natie die opoffering zou aanmerken als een bewijs mijner hooge belangstelling in Indië, en uit dit oogpunt den maatregel zou goedkeuren. Uiteindelijk kreeg Alexander de positie niet.

## Huwelijksplannen
Rond 1836 opperde de Engelse koning Willem IV het plan de zeventienjarige Alexander te koppelen aan zijn nichtje Victoria. Om die reden reisde kroonprins Willem (de latere koning Willem II) in mei van dat jaar met zijn beide oudste zonen naar Engeland. De kennismaking was geen succes. Victoria schreef haar oom Leopold, de Belgische koning: "De jongens [Alexander en Willem] zijn erg gewoontjes en hebben een mengsel van Mongools en Nederlands in hun gezicht, ze zien er bovendien zwaar, saai en angstig uit en ze zijn absoluut niet innemend." Alexander zelf was evenmin erg geïnteresseerd in Victoria.
In 1842 werd er voor Alexander geïnformeerd naar prinses Clémentine, dochter van de Franse koning Lodewijk Filips. Haar vader was wel te spreken over Alexanders goede naam, maar vond hem te jong voor zijn dochter en had daarnaast bezwaar tegen zijn protestantse religie.
Alexander bleef ongetrouwd en verwekte voor zover bekend geen kinderen.

## Ziekte en overlijden
Lange tijd is de consensus onder historici geweest dat Alexander nooit meer volledig is hersteld van het ongeluk dat hem op jonge leeftijd overkwam. Als gevolg hiervan zou hij longtuberculose hebben opgelopen die hem gaandeweg verder deed wegkwijnen tot hij op 29-jarige leeftijd overleed. Een van de meest geciteerde bronnen is de Britse ambassadeursdochter Charlotte Disbrowe, die ruim 50 jaar na Alexanders dood schreef niet te weten of hij op enige manier gewond was geraakt door de boom die bovenop hem viel of dat hij zichzelf schade aan had gedaan door te vermageren tot jockeygewicht, maar hij was bijna twee meter lang, dus dat laatste zou drastische maatregelen vereist hebben. Vaak als ik met hem danste merkte ik dat hij buiten adem was, dat het zweet op zijn voorhoofd stond, en ik wilde dat ik de moed had hem te smeken op te houden. Daarnaast wordt vaak gebruik gemaakt van de memoires van koningin Sophie, die Alexanders ziekte eveneens weet aan een obsessieve poging af te vallen om meer succes te behalen bij de paardenrennen. Zij meende echter dat hij leed aan een maagkwaal en niet aan de door hofarts Everard geconstateerde tering.
Uit de bewaard gebleven doktersverslagen, brieven en lijkschouwing in het Koninklijk Huisarchief blijkt dat Alexander helemaal niet leed aan een jarenlang slepende ziekte. Rond maart 1847 werd voor het eerst melding gemaakt van zijn gezondheidsproblemen. Alexander voelde zich vermoeid en hij vermagerde flink. Daarnaast had hij een hardnekkige droge hoest, een opgezette klier in zijn oksel en last van nachtzweten. Hofarts Everard stelde de tering vast en beval de gezonde boslucht van de Veluwe aan voor zijn aangetaste longen. Van blijvende verbetering was echter heel dat jaar geen sprake. Alexander bleef zwak, vermoeid en ziek. Hij had zoveel moeite met zijn ziekte dat hij er erg kortaangebonden en humeurig van werd. Een ruzie met zijn adjudant liep zo hoog op dat deze baron Sloet van Oldruitenborgh in juli 1847 ontslag nam.
Omdat herstel uitbleef, werden die zomer plannen gemaakt om Alexander op Madeira te laten overwinteren. Hij ging zelf pas akkoord toen hij toestemming kreeg daarna nog een lange plezierreis over de Middellandse Zee te maken. Eigenlijk had de reis begin oktober moeten aanvangen, maar op dat moment lag Alexander doodziek op bed in Den Haag. Naast de symptomen die hij al vertoonde, had hij ernstige darmklachten gekregen. Uiteindelijk vertrok hij alsnog op 1 november. De stoomschepen Cerberus en Cycloop sleepten het fregat Prins van Oranje, onder bevel van Alexanders broer Hendrik, tot voorbij het Kanaal. Daarna volgde een stormachtige, bijna drie weken lange reis naar Madeira. Alexander bracht het merendeel van die reis door in zijn hangmat.
Op het eiland betrok Alexander de villa van het landgoed Quinta da Levada. Hij beweerde zelf in brieven aan zijn moeder dat hij opknapte van het zachte klimaat, maar lijkt zich erg rooskleurig te hebben uitgedrukt. De arme Alexander verkeert nog steeds in een erbarmelijke staat, schreef zijn chef van staf Victor de Constant Rebecque. Tijdens de eerste dagen van zijn verblijf hier verbeterde zijn toestand niet. Zijn dysenterie werd hervat en hij was zo zwak dat hij nog steeds niet kon lopen en slechts met grote moeite kon eten. Om toch in de geneeskrachtige buitenlucht te kunnen verkeren, werd Alexander dagelijks naar buiten gedragen om een paar uur te liggen rusten in een hangmat of op een rustbank. Hij had volgens Constant nog altijd een afschuwelijk humeur. Tegelijk met Alexander verbleef ook de Engelse koningin-weduwe Adelheid op Madeira. Ze kenden elkaar al sinds 1836 en het was haar arts, sir David Davies, die hem behandelde. Davies was het oneens met de diagnose die hofarts Everard had gesteld. Hij constateerde dat Alexander leed aan ernstige bloedarmoede en functionele stoornissen van de nieren, maag en lever. Hij behandelde Alexander voor klachten als hevige maagpijn en de diarree die hem al zeker sinds oktober plaagde. De toestand van de zieke ging gestaag verder achteruit. Bijna de hele maand januari 1848 lag Alexander op bed. Toen leek er verbetering op te treden. Aan het eind van die maand schreef hij zijn vader dat hij dacht spoedig weer op de been te zijn. De opleving was echter van korte duur. Drie weken later lag hij op sterven.
De gealarmeerde koning Willem II stuurde met grote haast hofarts Everard naar Madeira, maar die kon niets meer voor zijn zoon betekenen. Alexander was uitgemergeld en uitgeput door de onophoudelijke diarree. Hij verzwakte steeds verder tot hij op 20 februari 1848 om zeven uur 's morgens overleed. Hij was 29 jaar oud. Twee dagen later werd zijn lichaam gebalsemd. Tegelijkertijd voerden de artsen, onder wie Everard en Davies, een lijkschouwing uit. Ze constateerden dat Alexanders longen zo goed als gezond waren, in tegenstelling tot zijn ernstig aangetaste maag, darmen en lever. Van longtuberculose was dus geen sprake. Aannemelijker is dat Alexander overleed aan lymfklierkanker of extrapulmonale tuberculose.
Zowel Everard als Constant schreef op 20 februari naar Den Haag. Door tegenwind waren die brieven bijna een maand lang onderweg. Pas op 17 maart kreeg de koninklijke familie zekerheid over Alexanders overlijden. Het verlies van hun geliefde zoon was een zware slag voor zijn beide ouders. Bij het horen van het droevige bericht sprak koning Willem II: Wij wandelen als op graven. De aarde is niets dan een groot graf, dat alle grootheid, eer en roem verslindt. Anna Paulowna schreef op 30 maart aan haar broer, tsaar Nicolaas: Onze Sasja is dood! en wij hebben deze slag overleefd! [...] Hij kent nu vrede, maar wij moeten verder zonder hem, in deze wereld, waarin hij geen vijanden had, hij die voor mij de meest liefhebbende zoon en trouwste kameraad was! Anna Paulowna liet veel dingen die aan haar zoon herinnerden naar Soestdijk brengen, waaronder zijn jachthonden Caron en Ditch, die ze ieder jaar op zijn sterfdag bezocht.
Het duurde bijna twee maanden voordat Alexander kon worden bijgezet. Op 6 maart was het stoomschip Phoenix vertrokken naar Madeira om hem op te halen voor zijn reis over de Middellandse Zee. Pas toen het schip aan het eind van maart aankwam in de haven van Funchal kreeg de kapitein te horen dat zijn passagier al was overleden. De Phoenix werd gereedgemaakt om zijn lichaam terug te brengen naar Nederland. Op 4 april werd met veel militair vertoon de kist (die volgens de overlevering een opmerkelijk schildpadvorm had) door Funchal naar het strand gedragen. De volgende dag verliet de Phoenix de haven van Funchal om op 17 april in Rotterdam voor anker te gaan. De kist met Alexanders lichaam werd naar de Rijkswerf gebracht, waar dezelfde rouwzaal was ingericht als vijf jaar eerder voor zijn grootvader Willem I.
Alexander werd op Goede Vrijdag 21 april 1848 bijgezet in de Grafkelder van Oranje-Nassau in de Nieuwe Kerk te Delft. Bij deze bijzetting waren namens het koninklijk huis alleen zijn broers Willem en Hendrik aanwezig. Beide prinsen hadden een hartelijke verstandhouding gehad met Alexander en ze waren erg aangeslagen. Na de dood van Alexander weigerde zijn broer Willem zijn verjaardag te vieren op zijn geboortedag 19 februari. Tot 1859 werd zijn verjaardag gevierd op 17 juni, de geboortedag van zijn vrouw Sophie.

## Kwartierstaat
| Willem V van Oranje-Nassau (1748–1806) | Willem V van Oranje-Nassau (1748–1806) | Willem V van Oranje-Nassau (1748–1806) | Willem V van Oranje-Nassau (1748–1806) | Willem V van Oranje-Nassau (1748–1806) | Willem V van Oranje-Nassau (1748–1806) | Wilhelmina van Pruisen (1751-1820)     | Wilhelmina van Pruisen (1751-1820)     | Wilhelmina van Pruisen (1751-1820)     | Wilhelmina van Pruisen (1751-1820)     | Wilhelmina van Pruisen (1751-1820)    | Wilhelmina van Pruisen (1751-1820)    |                                       |                                       | Frederik Willem II van Pruisen (1744-1797) | Frederik Willem II van Pruisen (1744-1797) | Frederik Willem II van Pruisen (1744-1797) | Frederik Willem II van Pruisen (1744-1797) | Frederik Willem II van Pruisen (1744-1797) | Frederik Willem II van Pruisen (1744-1797) | Frederika van Hessen-Darmstadt (1751-1805) | Frederika van Hessen-Darmstadt (1751-1805) | Frederika van Hessen-Darmstadt (1751-1805) | Frederika van Hessen-Darmstadt (1751-1805) | Frederika van Hessen-Darmstadt (1751-1805) | Frederika van Hessen-Darmstadt (1751-1805) |                                       |                                       | Peter III van Rusland (1728–1762)     | Peter III van Rusland (1728–1762)     | Peter III van Rusland (1728–1762) | Peter III van Rusland (1728–1762) | Peter III van Rusland (1728–1762) | Peter III van Rusland (1728–1762) | Catharina de Grote (1729–1796)              | Catharina de Grote (1729–1796)              | Catharina de Grote (1729–1796)              | Catharina de Grote (1729–1796)              | Catharina de Grote (1729–1796)              | Catharina de Grote (1729–1796)              |                                       |                                       | Frederik Eugenius van Württemberg (1732-1797) | Frederik Eugenius van Württemberg (1732-1797) | Frederik Eugenius van Württemberg (1732-1797)              | Frederik Eugenius van Württemberg (1732-1797)              | Frederik Eugenius van Württemberg (1732-1797)              | Frederik Eugenius van Württemberg (1732-1797)              | Frederika Dorothea Sophia van Brandenburg-Schwedt (1736-1798) | Frederika Dorothea Sophia van Brandenburg-Schwedt (1736-1798) | Frederika Dorothea Sophia van Brandenburg-Schwedt (1736-1798) | Frederika Dorothea Sophia van Brandenburg-Schwedt (1736-1798) | Frederika Dorothea Sophia van Brandenburg-Schwedt (1736-1798) | Frederika Dorothea Sophia van Brandenburg-Schwedt (1736-1798) |  |  |  |  |  |  |  |  |  |  |  |  |  |  |  |  |  |  |  |  |  |  |  |  |  |  |  |  |  |  |  |  |  |  |  |  |  |  |  |  |  |  |  |  |  |  |  |  |
| Willem V van Oranje-Nassau (1748–1806) | Willem V van Oranje-Nassau (1748–1806) | Willem V van Oranje-Nassau (1748–1806) | Willem V van Oranje-Nassau (1748–1806) | Willem V van Oranje-Nassau (1748–1806) | Willem V van Oranje-Nassau (1748–1806) | Wilhelmina van Pruisen (1751-1820)     | Wilhelmina van Pruisen (1751-1820)     | Wilhelmina van Pruisen (1751-1820)     | Wilhelmina van Pruisen (1751-1820)     | Wilhelmina van Pruisen (1751-1820)    | Wilhelmina van Pruisen (1751-1820)    |                                       |                                       | Frederik Willem II van Pruisen (1744-1797) | Frederik Willem II van Pruisen (1744-1797) | Frederik Willem II van Pruisen (1744-1797) | Frederik Willem II van Pruisen (1744-1797) | Frederik Willem II van Pruisen (1744-1797) | Frederik Willem II van Pruisen (1744-1797) | Frederika van Hessen-Darmstadt (1751-1805) | Frederika van Hessen-Darmstadt (1751-1805) | Frederika van Hessen-Darmstadt (1751-1805) | Frederika van Hessen-Darmstadt (1751-1805) | Frederika van Hessen-Darmstadt (1751-1805) | Frederika van Hessen-Darmstadt (1751-1805) |                                       |                                       | Peter III van Rusland (1728–1762)     | Peter III van Rusland (1728–1762)     | Peter III van Rusland (1728–1762) | Peter III van Rusland (1728–1762) | Peter III van Rusland (1728–1762) | Peter III van Rusland (1728–1762) | Catharina de Grote (1729–1796)              | Catharina de Grote (1729–1796)              | Catharina de Grote (1729–1796)              | Catharina de Grote (1729–1796)              | Catharina de Grote (1729–1796)              | Catharina de Grote (1729–1796)              |                                       |                                       | Frederik Eugenius van Württemberg (1732-1797) | Frederik Eugenius van Württemberg (1732-1797) | Frederik Eugenius van Württemberg (1732-1797)              | Frederik Eugenius van Württemberg (1732-1797)              | Frederik Eugenius van Württemberg (1732-1797)              | Frederik Eugenius van Württemberg (1732-1797)              | Frederika Dorothea Sophia van Brandenburg-Schwedt (1736-1798) | Frederika Dorothea Sophia van Brandenburg-Schwedt (1736-1798) | Frederika Dorothea Sophia van Brandenburg-Schwedt (1736-1798) | Frederika Dorothea Sophia van Brandenburg-Schwedt (1736-1798) | Frederika Dorothea Sophia van Brandenburg-Schwedt (1736-1798) | Frederika Dorothea Sophia van Brandenburg-Schwedt (1736-1798) |  |  |  |  |  |  |  |  |  |  |  |  |  |  |  |  |  |  |  |  |  |  |  |  |  |  |  |  |  |  |  |  |  |  |  |  |  |  |  |  |  |  |  |  |  |  |  |  |
|                                        |                                        |                                        |                                        |                                        |                                        |                                        |                                        |                                        |                                        |                                       |                                       |                                       |                                       |                                            |                                            |                                            |                                            |                                            |                                            |                                            |                                            |                                            |                                            |                                            |                                            |                                       |                                       |                                       |                                       |                                   |                                   |                                   |                                   |                                             |                                             |                                             |                                             |                                             |                                             |                                       |                                       |                                               |                                               |                                                            |                                                            |                                                            |                                                            |                                                               |                                                               |                                                               |                                                               |                                                               |                                                               |  |  |  |  |  |  |  |  |  |  |  |  |  |  |  |  |  |  |  |  |  |  |  |  |  |  |  |  |  |  |  |  |  |  |  |  |  |  |  |  |  |  |  |  |  |  |  |  |
|                                        |                                        |                                        |                                        | Willem I der Nederlanden (1772–1843)   | Willem I der Nederlanden (1772–1843)   | Willem I der Nederlanden (1772–1843)   | Willem I der Nederlanden (1772–1843)   | Willem I der Nederlanden (1772–1843)   | Willem I der Nederlanden (1772–1843)   |                                       |                                       |                                       |                                       |                                            |                                            | Wilhelmina van Pruisen (1774-1837)         | Wilhelmina van Pruisen (1774-1837)         | Wilhelmina van Pruisen (1774-1837)         | Wilhelmina van Pruisen (1774-1837)         | Wilhelmina van Pruisen (1774-1837)         | Wilhelmina van Pruisen (1774-1837)         |                                            |                                            |                                            |                                            |                                       |                                       |                                       |                                       |                                   |                                   | Paul I van Rusland (1754-1801)    | Paul I van Rusland (1754-1801)    | Paul I van Rusland (1754-1801)              | Paul I van Rusland (1754-1801)              | Paul I van Rusland (1754-1801)              | Paul I van Rusland (1754-1801)              |                                             |                                             |                                       |                                       |                                               |                                               | Sophia Dorothea Augusta Louisa van Württemberg (1759-1828) | Sophia Dorothea Augusta Louisa van Württemberg (1759-1828) | Sophia Dorothea Augusta Louisa van Württemberg (1759-1828) | Sophia Dorothea Augusta Louisa van Württemberg (1759-1828) | Sophia Dorothea Augusta Louisa van Württemberg (1759-1828)    | Sophia Dorothea Augusta Louisa van Württemberg (1759-1828)    |                                                               |                                                               |                                                               |                                                               |  |  |  |  |  |  |  |  |  |  |  |  |  |  |  |  |  |  |  |  |  |  |  |  |  |  |  |  |  |  |  |  |  |  |  |  |  |  |  |  |  |  |  |  |  |  |  |  |
|                                        |                                        |                                        |                                        | Willem I der Nederlanden (1772–1843)   | Willem I der Nederlanden (1772–1843)   | Willem I der Nederlanden (1772–1843)   | Willem I der Nederlanden (1772–1843)   | Willem I der Nederlanden (1772–1843)   | Willem I der Nederlanden (1772–1843)   |                                       |                                       |                                       |                                       |                                            |                                            | Wilhelmina van Pruisen (1774-1837)         | Wilhelmina van Pruisen (1774-1837)         | Wilhelmina van Pruisen (1774-1837)         | Wilhelmina van Pruisen (1774-1837)         | Wilhelmina van Pruisen (1774-1837)         | Wilhelmina van Pruisen (1774-1837)         |                                            |                                            |                                            |                                            |                                       |                                       |                                       |                                       |                                   |                                   | Paul I van Rusland (1754-1801)    | Paul I van Rusland (1754-1801)    | Paul I van Rusland (1754-1801)              | Paul I van Rusland (1754-1801)              | Paul I van Rusland (1754-1801)              | Paul I van Rusland (1754-1801)              |                                             |                                             |                                       |                                       |                                               |                                               | Sophia Dorothea Augusta Louisa van Württemberg (1759-1828) | Sophia Dorothea Augusta Louisa van Württemberg (1759-1828) | Sophia Dorothea Augusta Louisa van Württemberg (1759-1828) | Sophia Dorothea Augusta Louisa van Württemberg (1759-1828) | Sophia Dorothea Augusta Louisa van Württemberg (1759-1828)    | Sophia Dorothea Augusta Louisa van Württemberg (1759-1828)    |                                                               |                                                               |                                                               |                                                               |  |  |  |  |  |  |  |  |  |  |  |  |  |  |  |  |  |  |  |  |  |  |  |  |  |  |  |  |  |  |  |  |  |  |  |  |  |  |  |  |  |  |  |  |  |  |  |  |
|                                        |                                        |                                        |                                        |                                        |                                        |                                        |                                        |                                        |                                        | Willem II der Nederlanden (1792-1849) | Willem II der Nederlanden (1792-1849) | Willem II der Nederlanden (1792-1849) | Willem II der Nederlanden (1792-1849) | Willem II der Nederlanden (1792-1849)      | Willem II der Nederlanden (1792-1849)      |                                            |                                            |                                            |                                            |                                            |                                            |                                            |                                            |                                            |                                            |                                       |                                       |                                       |                                       |                                   |                                   |                                   |                                   |                                             |                                             |                                             |                                             | Anna Paulowna van Rusland (1795-1865)       | Anna Paulowna van Rusland (1795-1865)       | Anna Paulowna van Rusland (1795-1865) | Anna Paulowna van Rusland (1795-1865) | Anna Paulowna van Rusland (1795-1865)         | Anna Paulowna van Rusland (1795-1865)         |                                                            |                                                            |                                                            |                                                            |                                                               |                                                               |                                                               |                                                               |                                                               |                                                               |  |  |  |  |  |  |  |  |  |  |  |  |  |  |  |  |  |  |  |  |  |  |  |  |  |  |  |  |  |  |  |  |  |  |  |  |  |  |  |  |  |  |  |  |  |  |  |  |
|                                        |                                        |                                        |                                        |                                        |                                        |                                        |                                        |                                        |                                        | Willem II der Nederlanden (1792-1849) | Willem II der Nederlanden (1792-1849) | Willem II der Nederlanden (1792-1849) | Willem II der Nederlanden (1792-1849) | Willem II der Nederlanden (1792-1849)      | Willem II der Nederlanden (1792-1849)      |                                            |                                            |                                            |                                            |                                            |                                            |                                            |                                            |                                            |                                            |                                       |                                       |                                       |                                       |                                   |                                   |                                   |                                   |                                             |                                             |                                             |                                             | Anna Paulowna van Rusland (1795-1865)       | Anna Paulowna van Rusland (1795-1865)       | Anna Paulowna van Rusland (1795-1865) | Anna Paulowna van Rusland (1795-1865) | Anna Paulowna van Rusland (1795-1865)         | Anna Paulowna van Rusland (1795-1865)         |                                                            |                                                            |                                                            |                                                            |                                                               |                                                               |                                                               |                                                               |                                                               |                                                               |  |  |  |  |  |  |  |  |  |  |  |  |  |  |  |  |  |  |  |  |  |  |  |  |  |  |  |  |  |  |  |  |  |  |  |  |  |  |  |  |  |  |  |  |  |  |  |  |
|                                        |                                        |                                        |                                        |                                        |                                        |                                        |                                        |                                        |                                        |                                       |                                       |                                       |                                       |                                            |                                            |                                            |                                            |                                            |                                            |                                            |                                            |                                            |                                            |                                            |                                            |                                       |                                       |                                       |                                       |                                   |                                   |                                   |                                   |                                             |                                             |                                             |                                             |                                             |                                             |                                       |                                       |                                               |                                               |                                                            |                                                            |                                                            |                                                            |                                                               |                                                               |                                                               |                                                               |                                                               |                                                               |  |  |  |  |  |  |  |  |  |  |  |  |  |  |  |  |  |  |  |  |  |  |  |  |  |  |  |  |  |  |  |  |  |  |  |  |  |  |  |  |  |  |  |  |  |  |  |  |
|                                        |                                        |                                        |                                        |                                        |                                        |                                        |                                        |                                        |                                        |                                       |                                       |                                       |                                       |                                            |                                            |                                            |                                            |                                            |                                            |                                            |                                            |                                            |                                            |                                            |                                            |                                       |                                       |                                       |                                       |                                   |                                   |                                   |                                   |                                             |                                             |                                             |                                             |                                             |                                             |                                       |                                       |                                               |                                               |                                                            |                                                            |                                                            |                                                            |                                                               |                                                               |                                                               |                                                               |                                                               |                                                               |  |  |  |  |  |  |  |  |  |  |  |  |  |  |  |  |  |  |  |  |  |  |  |  |  |  |  |  |  |  |  |  |  |  |  |  |  |  |  |  |  |  |  |  |  |  |  |  |
|                                        |                                        |                                        |                                        | Willem III der Nederlanden (1817–1890) | Willem III der Nederlanden (1817–1890) | Willem III der Nederlanden (1817–1890) | Willem III der Nederlanden (1817–1890) | Willem III der Nederlanden (1817–1890) | Willem III der Nederlanden (1817–1890) |                                       |                                       |                                       |                                       | Alexander van Oranje-Nassau (1818-1848)    | Alexander van Oranje-Nassau (1818-1848)    | Alexander van Oranje-Nassau (1818-1848)    | Alexander van Oranje-Nassau (1818-1848)    | Alexander van Oranje-Nassau (1818-1848)    | Alexander van Oranje-Nassau (1818-1848)    |                                            |                                            |                                            |                                            | Hendrik van Oranje-Nassau (1820-1879)      | Hendrik van Oranje-Nassau (1820-1879)      | Hendrik van Oranje-Nassau (1820-1879) | Hendrik van Oranje-Nassau (1820-1879) | Hendrik van Oranje-Nassau (1820-1879) | Hendrik van Oranje-Nassau (1820-1879) |                                   |                                   |                                   |                                   | Ernst Casimir van Oranje-Nassau (1822-1822) | Ernst Casimir van Oranje-Nassau (1822-1822) | Ernst Casimir van Oranje-Nassau (1822-1822) | Ernst Casimir van Oranje-Nassau (1822-1822) | Ernst Casimir van Oranje-Nassau (1822-1822) | Ernst Casimir van Oranje-Nassau (1822-1822) |                                       |                                       |                                               |                                               | Sophie van Oranje-Nassau (1824-1897)                       | Sophie van Oranje-Nassau (1824-1897)                       | Sophie van Oranje-Nassau (1824-1897)                       | Sophie van Oranje-Nassau (1824-1897)                       | Sophie van Oranje-Nassau (1824-1897)                          | Sophie van Oranje-Nassau (1824-1897)                          |                                                               |                                                               |                                                               |                                                               |  |  |  |  |  |  |  |  |  |  |  |  |  |  |  |  |  |  |  |  |  |  |  |  |  |  |  |  |  |  |  |  |  |  |  |  |  |  |  |  |  |  |  |  |  |  |  |  |

## Militaire rangen
Koninklijke Landmacht
- Kolonel (2 augustus 1828)
- Commandant van het nu Garderegiment Grenadiers en Jagers
- Generaal-Majoor der Cavalerie (2 augustus 1839 - 28 november 1840)
- Luitenant-Generaal der Cavalerie (28 november 1840 - 21 februari 1848)
- Commandant van de brigade zware cavalerie te Leiden (najaar 1839- 28 november 1840)
- Inspecteur-Generaal der Cavalerie (28 november 1840 - 21 februari 1848)

Keizerlijk Russisch leger (erecommando)
- Hoofd van het Regiment Dragonders van Noworossisk (O.S. 26 augustus/ N.S. 7 september 1839 - O.S. 19 maart/ N.S. 31 maart 1848)

## Onderscheidingen
- Grootkruis in de Orde van de Nederlandse Leeuw (2 augustus 1828)
- Koninkrijk Pruisen: Grootkruis in de Orde van de Zwarte Adelaar (4 december 1834)[31]
- Koninkrijk Hannover: Grootkruis in de Koninklijke Orde van de Welfen (1836)[32]
- Keizerrijk Rusland: Grootkruis in de Keizerlijke Orde van Sint-Andreas de Eerstgeroepene (10 september 1839)
- Groothertogdom Luxemburg: Grootkruis in de Orde van de Eikenkroon (1 januari 1842)
- Groothertogdom Saksen-Weimar-Eisenach: Grootkruis in de Orde van de Witte Valk (29 augustus 1844)[33]